# After.Life
After.Life (także Życie.po.życiu) – amerykański horror psychologiczny z 2009 roku w reżyserii Agnieszki Wójtowicz-Vosloo, będący jednocześnie jej debiutem w Stanach Zjednoczonych.
W weekend otwierający emisję w Stanach Zjednoczonych wpływy ze sprzedaży biletów wyniosły 59 946 dolarów amerykańskich.

## Opis fabuły
Główną bohaterką jest młoda dziewczyna Anna (Christina Ricci), która po wypadku samochodowym budzi się w domu pogrzebowym. Dziewczyna czuje, że jest w stanie przejściowym między życiem a śmiercią i podejmuje walkę, aby uniknąć pochowania żywcem. Właściciel zakładu pogrzebowego Eliot Deacon (Liam Neeson) przekonuje ją, że posiada on umiejętność porozumiewania się ze zmarłymi, wobec czego tylko on może jej pomóc. Uwięziona wewnątrz domu pogrzebowego, niemogąca się zwrócić z pomocą do nikogo oprócz Eliota, Anna musi się zmierzyć z największymi obawami.
Jej pogrążony w głębokim smutku chłopak Paul (Justin Long) wciąż nie może pozbyć się nawracających podejrzeń, że Eliot nie jest tą osobą, za jaką się podaje. W akcie desperacji stara się przekonać lokalnego szefa policji (Josh Charles), że Anna żyje. Jednakże im bardziej dochodzi prawdy, tym mocniej podważana jest jego poczytalność.

## Obsada
- Christina Ricci – Anna Taylor
- Liam Neeson – Eliot Deacon
- Justin Long – Paul Coleman
- Josh Charles – Tom Peterson
- Celia Weston – Beatrice Taylor
- Chandler Canterbury – Jack
- Rosemary Murphy – pani Whitehall
- Shuler Hensley – Vincent Miller
- Malachy McCourt – ks. Graham
- Alice Drummond – pani Hutton